# Liste des lieux patrimoniaux d'Alberni-Clayoquot
Cet article recense les lieux patrimoniaux du district régional d'Alberni-Clayoquot inscrit au répertoire des lieux patrimoniaux du Canada, qu'ils soient de niveau provincial, fédéral ou municipal.

## Liste des lieux patrimoniaux
- Haut – A
- B
- C
- D
- E
- F
- G
- H
- I
- J
- K
- L
- M
- N
- O
- P
- Q
- R
- S
- T
- U
- V
- W
- X
- Y
- Z

| [ 1 ] | Lieu patrimonial                 | Illustration               | Municipalité        | Adresse                      | Coordonnées       | No    | Constr. | Prot.                       | Rec. | Notes |
| ----- | -------------------------------- | -------------------------- | ------------------- | ---------------------------- | ----------------- | ----- | ------- | --------------------------- | ---- | ----- |
| P     | Ericsson Shipwreck               | Ericsson Shipwreck         | Alberni-Clayoquot A | Folger Island, Barkley Sound | 48.831 -125.245   | 19306 | 1851    | LPP désigné                 | 1985 |       |
| F     | Phare                            | Téléverser                 | Alberni-Clayoquot A |                              | 48.7222 -125.096  | 4750  | 1908    | ÉFP reconnu                 | 1991 |       |
| F     | Village et forteresse de Kiix?in | Téléverser                 | Alberni-Clayoquot A |                              | 48.8067 -125.179  | 16368 | 1890    | LHN                         | 1998 |       |
| P     | Lord Western Shipwreck           | Téléverser                 | Alberni-Clayoquot C | Sydney Inlet                 | 49.4363 -126.2278 | 19309 | 1840    | LPP désigné                 | 1988 |       |
| F     | Phare                            | Téléverser                 | Alberni-Clayoquot C | Estevan Point                | 49.383 -126.542   | 2959  | 1909    | ÉFP classé                  | 1991 |       |
| M     | Alberni Post Office              | Téléverser                 | Port Alberni        | 4888 Johnston Road           | 49.2584 -124.81   | 18182 | 1939    | Community Heritage Register | 2006 |       |
| M     | Carmoor Block                    | Téléverser                 | Port Alberni        | 3074 Kingsway Avenue         | 49.2344 -124.812  | 18425 | 1912    | Community Heritage Register | 2006 |       |
| F     | Édifice fédéral                  | Téléverser                 | Port Alberni        | 4877 Argyle Street           | 49.235 -124.805   | 1874  | 1960    | ÉFP reconnu                 | 2001 |       |
| F     | Moulin McLean                    | Moulin McLean              | Port Alberni        | 5633 Smith Road              | 49.3108 -124.827  | 12267 | 1965    | LHN                         | 1989 |       |
| M     | Port Alberni City Hall           | Téléverser                 | Port Alberni        | 4850 Argyle Street           | 49.2344 -124.805  | 18427 | 1959    | Community Heritage Register | 2006 |       |
| M     | Port Alberni Train Station       | Port Alberni Train Station | Port Alberni        | 3100 Kingsway Avenue         | 49.235 -124.812   | 18261 | 1912    | Heritage Designation        | 1990 |       |
| M     | Rollin Art Centre and Garden     | Téléverser                 | Port Alberni        | 3061 8th Avenue              | 49.2342 -124.8    | 18426 | 1914    | Community Heritage Register | 2006 |       |
| P     | Hera Shipwreck                   | Téléverser                 | Tofino              |                              | 49.156 -125.917   | 19308 | 1869    | LPP désigné                 | 1975 |       |